# ۱۱۴۴ (میلادی)

## رویدادها
- ۲۹ مه: زمین‌لرزه بغداد. لرزه نیرومندی در ۲۴ ذیقعده ۵۳۸ حس شد بی انکه به شهر آسیبی برساند.